# David Sládeček
David Sládeček (* 26. března 1975) je bývalý český fotbalista, útočník.

## Fotbalová kariéra
V české lize hrál za FC Slovan Liberec. Nastoupil v 8 ligových utkáních. V nižších soutěžích hrál i za VTJ Karlovy Vary, TJ Spolana Neratovice, SK Český ráj Turnov, FK Mladá Boleslav, FK Varnsdorf a FK Hvězda Cheb.

## Ligová bilance
| Ročník                          | Zápasy | Góly | Klub                  |
| ------------------------------- | ------ | ---- | --------------------- |
| Česká fotbalová liga 1994/95    | -      | 9    | VTJ Karlovy Vary      |
| Česká fotbalová liga 1994/95    | -      | 12   | TJ Spolana Neratovice |
| Česká fotbalová liga 1995/96    | -      | 2    | TJ Spolana Neratovice |
| 2. česká fotbalová liga 1995/96 | 12     | 2    | SK Český ráj Turnov   |
| Česká fotbalová liga 1996/97    | -      | 6    | SK Český ráj Turnov   |
| Gambrinus liga 1997/98          | 8      | 0    | FC Slovan Liberec     |
| 2. česká fotbalová liga 1998/99 | 26     | 3    | FK Mladá Boleslav     |
| 2. česká fotbalová liga 1999/00 | 14     | 0    | FK Mladá Boleslav     |
| 2. česká fotbalová liga 2000/01 | 29     | 4    | FK Mladá Boleslav     |
| 2. česká fotbalová liga 2001/02 | 4      | 1    | FK Mladá Boleslav     |
| CELKEM 1. česká liga            | 8      | 0    |                       |